# Rocket from the Crypt
Rocket from the Crypt ist eine US-amerikanische Rockband aus San Diego, Kalifornien.

## Geschichte
Die Band wurde im Jahr 1990 von John Reis, genannt Speedo, gegründet und löste sich im Jahr 2005 wieder auf.
Im Jahr 2011 tat sich die Band wieder zusammen. Sie ist seit 2013 wieder ununterbrochen aktiv. Im Juni und Juli 2017 war Rocket from the Crypt in Belgien, Frankreich und Deutschland auf Tour.
Im Jahre 2006 steuerten sie zum Film Crank den Song Bring Us Bullets bei.

## Stil
Die Musikrichtung der Band ist weitgehend dem Punkrock zuzuordnen.

## Diskografie

### Studioalben
- 1991: Paint as a Fragrance
- 1992: Circa: Now!
- 1995: Hot Charity
- 1995: Scream, Dracula, Scream!
- 1998: RFTC
- 2001: Group Sounds
- 2002: Live from Camp X-Ray

### Kompilationsalben
- 1993: All Systems Go
- 1999: All Systems Go 2